# Cercle Daurat (confederació)

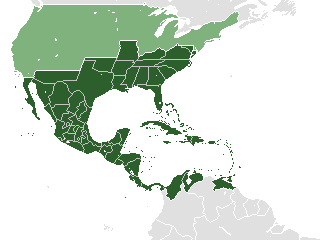
Mapa del Cercle Daurat amb les seves possibles subdivisions. La resta dels Estats Units és de color verd clar / pàl·lid perquè els Cavallers del Cercle Daurat inicialment havien previst que els Estats Units prenguessin aquestes zones

El Cercle Daurat (en anglès Golden Circle) va ser una proposta no realitzada de la dècada del 1850 dels Cavallers del Cercle Daurat per ampliar el nombre d'estats esclavistes. Va preveure l'annexió de diverses zones (Mèxic (que s'havia de dividir en 25 nous estats esclavistes), Amèrica Central, parts del nord d'Amèrica del Sud, Cuba i la resta del Carib) als Estats Units d'Amèrica, per tal d'augmentar enormement el nombre d'estats esclavistes i, per tant, el poder de les classes altes del sud que mantenien esclaus.
Després que la Decisió Dred Scott (1857) augmentés l'agitació antiesclavista, els Cavallers del Cercle Daurat defensaren que el sud dels Estats Units havia de separar-se, formant la seva pròpia confederació, i després envair i annexionar la zona del Cercle Daurat per ampliar enormement el poder del Sud.

## Antecedents
El colonialisme europeu i la dependència de l'esclavitud havien disminuït més ràpidament en alguns països que en altres. Les possessions espanyoles de Cuba, Puerto Rico i l'Imperi del Brasil van continuar depenent de l'esclavitud, igual que el sud dels Estats Units. En els anys previs a la guerra civil estatunidenca (Antebellum South), l'augment del suport a l'abolició de l'esclavitud va ser un dels diversos problemes divisors als Estats Units. La població esclava allà havia continuat creixent a causa de l'augment natural fins i tot després de la prohibició del comerç internacional.

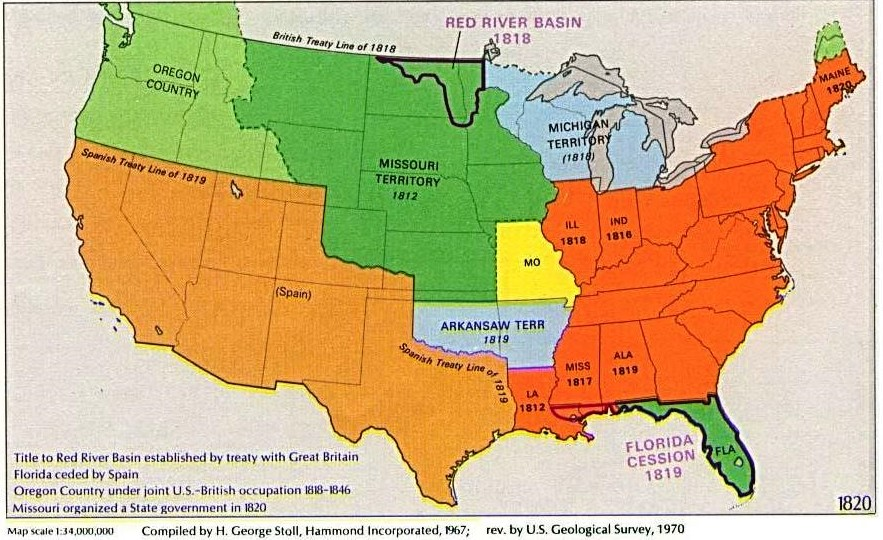
El Compromís de Missouri (1820) va crear l'estat esclavista de Missouri (groc), però va prohibir l'esclavitud a la resta de l'antic territori de Louisiana (aquí, marcat com Territori de Missouri 1812) per sobre del paral·lel nord de 36 ° 30 '(verd)
Animació que mostra els estats lliures i esclavistes entre el 1789 i el 1861

Es va concentrar al sud profund, en grans plantacions dedicades als cultius bàsics de cotó i canya de sucre, però va ser la base de mà d'obra agrícola i d'altres tipus als estats del sud.

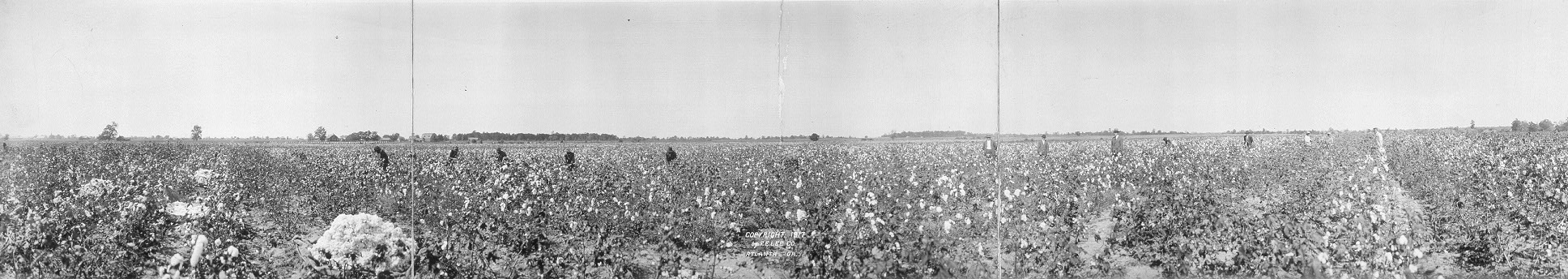
Plantació de cotó a Geòrgia

## Desenvolupament
Els defensors van argumentar que el seu Cercle Daurat proposat reuniria jurisdiccions que depenien de l'esclavitud. El 1854 George W. L. Bickley, un metge, editor i aventurer originari de Virgínia que vivia a Cincinnati, Ohio, va formar els Cavallers del Cercle Daurat, una organització estatunidenca que tenia com a objectiu promoure i ajudar a crear una unió panamericana d'estats. La composició va augmentar lentament fins al 1859 i va arribar al seu apogeu el 1860. Els membres, dispersos de Nova York a Califòrnia i a Amèrica Llatina, mai van ser nombrosos. Alguns cavallers del cercle daurat actius als estats del nord, com Illinois, van ser acusats d'activitats antisindicals després de la guerra civil estatunidenca (1861).
Robert Barnwell Rhett va dir uns dies després de l'elecció de Lincoln:
| « | Ens expandirem, a mesura que el nostre creixement i civilització ho ho exigeixi sobre Mèxic, sobre les illes del mar, sobre els llunyans tròpics del sud, fins que establirem una gran Confederació de repúbliques, la més gran, més lliure i útil del món mai vista. | » |

## Descripció
El Cercle Daurat s'havia de centrar a l'Havana i tenia un diàmetre de 3.900 km. Incloïa el nord d'Amèrica del Sud, la major part de Mèxic, tota Amèrica Central, Cuba, Haití, República Dominicana, la majoria d'altres illes del Carib, i Sud-amèrica. Als Estats Units d'Amèrica, la frontera nord del cercle coincidia aproximadament amb la línia Mason-Dixon, i dins d'ella s'incloïen ciutats com Washington D.C., St. Louis, Ciutat de Mèxic i Ciutat de Panamà.

## Representació en mitjans
- La novel·la d'història alternativa Bring the Jubilee (1953) i el fals documental de temàtica similar C.S.A.: The Confederate States of America (2004) exploren els resultats d'una victòria del Sud a la Guerra Civil. Ambdues obres posicionen el Cercle Daurat com un pla promulgat després de la guerra.[4] Tots dos també fan que la Confederació es faci càrrec de tota Amèrica del Sud en lloc de la part nord del continent. No obstant això, en la primera, la Confederació annexiona tant Hawaii com Alaska, i en la segona, la Confederació també annexiona tots els Estats Units continentals.

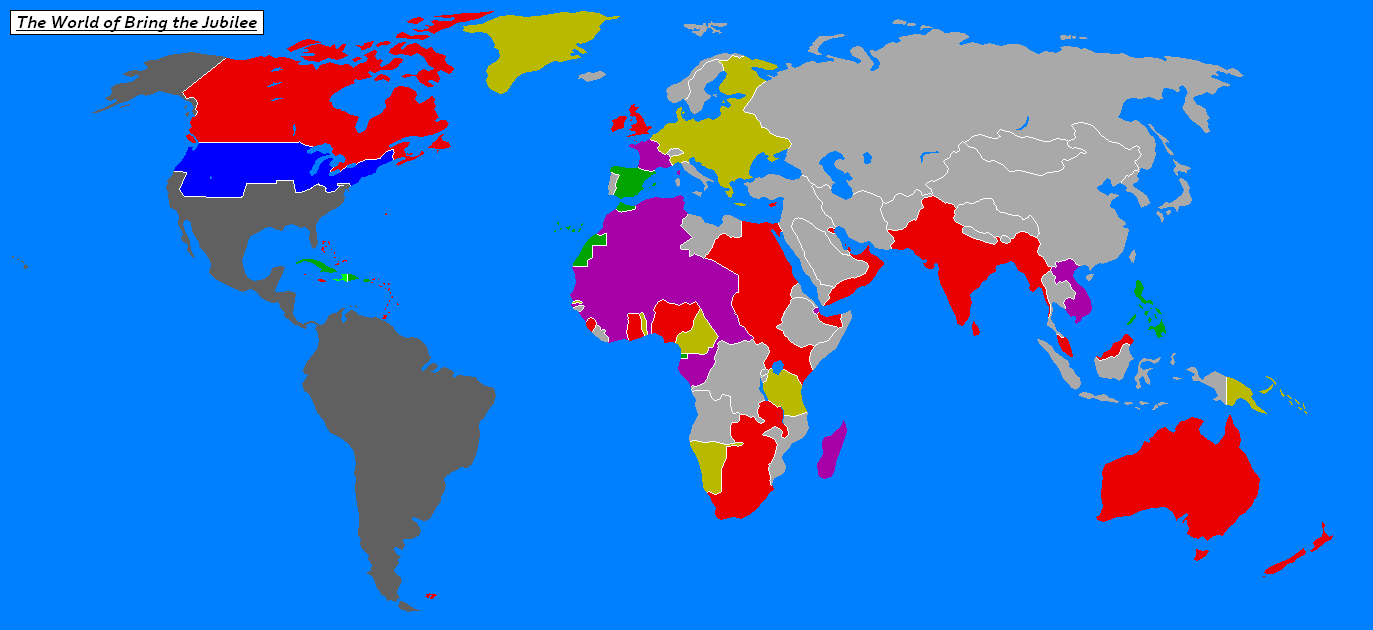
El món alternatiu en 1952 de la novel·la Bring the Jubilee, amb els Estats Confederats d'Amèrica en gris fosc
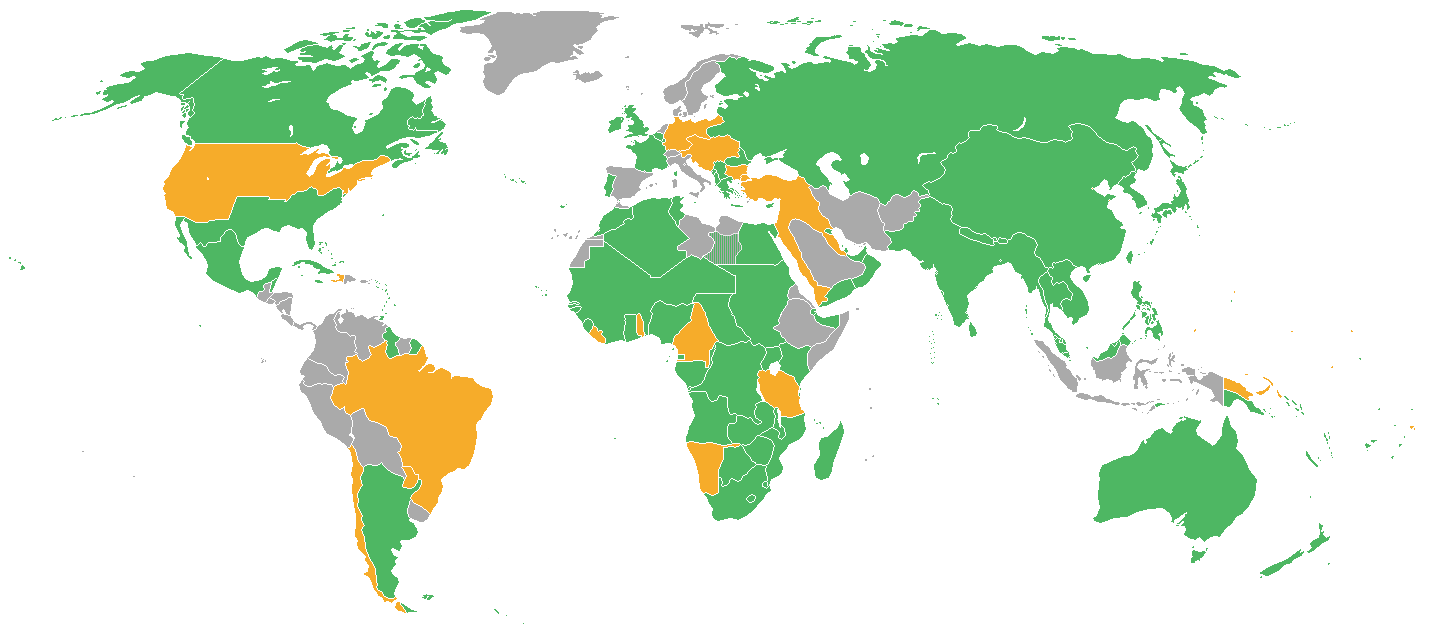
Mapa del món amb els participants de la Gran Guerra de la història a la sèrie Victory Southern. L'«Entente» (de vegades anomenat «Els Aliats») es representa en verd, les «Potències Centrals» en taronja i els països neutrals en gris

- A la sèrie Victory Southern (1997-2007), l'expansió territorial de la postguerra de la Confederació a Amèrica Llatina només equival a la compra de Cuba a Espanya i la compra de Sonora i Chihuahua a l'Imperi Mexicà per a la construcció d'un ferrocarril transcontinental i l'establiment d'una presència naval confederada al Pacífic. Després de la derrota de la Confederació a la Segona Gran Guerra, Cuba, Sonora i Chihuahua juntament amb la resta dels Estats Confederats d'Amèrica s'annexionen als Estats Units.